# Jesús Mari Ilundain
Jesús Mari Ilundain Muguiro, es un exfutbolista español activo en las décadas de 1960 y 1970, formado en la cantera del Club Deportivo Oberena, jugó en los primeros equipos del Club Atlético Osasuna, Club Deportivo Condal (cuando era filial del FC Barcelona), Club de Futbol Badalona y Real Murcia. Jugaba principalmente de delantero, destacando su faceta rematadora y juego a balón parado.
Era miembro de una conocida saga de futbolista de su Pamplona natal, de la que formaron parte sus tíos Bolico y Pepe y, su padre Juan (sobrinos todos ellos de Eustaquio Ilundain y Esteban), futbolistas todos ellos como él del Club Atlético Osasuna. Otro tío suyo Joaquín Ilundain es conocido por ser el creador del txupinazo o cohete de San Fermín.

## Trayectoria deportiva

### Inicios
Jesús Mari Ilundain nació en Pamplona el 31 de mayo de 1942. Sus primeros pasos los dio como futbolista en el Club Deportivo Oberena de su ciudad natal, donde jugó hasta los 21 años. Su juego llamó la atención de los responsables del CA Osasuna, pasando a formar parte de su primer equipo que por entonces militaba en la Segunda División. 

### Osasuna
Estuvo 3 temporadas consecutivas, jugando 25 partidos de Liga, marcando 6 goles.

### Condal y Badalona
En la temporada siguiente fue a parar al filial del FC Barcelona, Club Deportivo Condal, para continuar al año siguiente en tierras catalanas, pero esta vez en las filas del Badalona, al que llegó tras la disputa de 7 jornadas de liga, convirtiéndose en uno de los puntales del equipo marcando 20 goles en 23 partidos, siendo el segundo máximo goleador de la categoría.

### Murcia
Merced a su gran campaña en el equipo de Badalona, el 13 de junio de 1968 se anunciaba en prensa su traspaso del equipo barcelones al Real Murcia por 850.000 pesetas, equipo que aspiraba a buscar el ascenso a la máxima categoría. Sus números en la capital murciana, no defraudaron convirtiéndose en el estilete del equipo con más de una veintena de goles en las dos campañas que disputó.

### Fin de carrera
Tras unos años de exclusivo profesionalismo decidió volver a su Pamplona natal, para recalar en su club de origen CD Oberena en Tercera División, mientras colabora con el negocio familiar.

## Clubes
| Club        | País   | Año       |
| ----------- | ------ | --------- |
| CD Oberena  | España | 1961-1963 |
| CA Osasuna  | España | 1963-1966 |
| CD Condal   | España | 1966-1967 |
| CF Badalona | España | 1967-1968 |
| Real Murcia | España | 1968-1970 |
| CD Oberena  | España | 1970-1972 |